# Agonandra brasiliensis

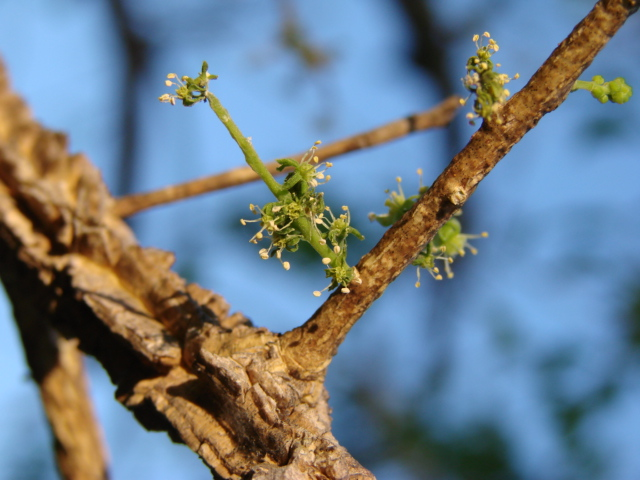
Blütenstand

Agonandra brasiliensis ist ein Baum in der Familie der Opiliaceae. Er kommt vor von Panama bis Guayana und Paraguay.

## Beschreibung
Agonandra brasiliensis wächst als immergrüner Baum bis zu 8–15 Meter hoch. Der Stammdurchmesser erreicht bis zu 25 Zentimeter. Die braune, grobe und furchige bis würfelrissige Borke ist dick und korkig.
Die einfachen, wechselständigen und kahlen, dünnen, leicht ledrigen Laubblätter sind kurz gestielt. Der Blattstiel ist bis 2–4 Zentimeter lang. Die ganzrandigen, eiförmigen bis elliptischen, eilanzettlich oder seltener verkehrt-eiförmigen und bespitzten, spitzen bis zugespitzten oder geschwänzten Blätter sind 4,5–9 Zentimeter lang und 3–5,5 Zentimeter breit. Die Nebenblätter fehlen.
Agonandra brasiliensis ist zweihäusig diözisch. Es werden end- oder achselständige, kurze und vielblütige, schlanke Trauben gebildet, die männlichen sind länger und mehrblütiger. Die eingeschlechtlichen, grünlichen und kurz gestielten, sehr kleinen Blüten sind 4–5zählig mit doppelter (oder nach anderer Auffassung einfacher) Blütenhülle. Sie stehen einzeln oder bis zu viert an einem abfallenden Tragblatt und sind teils zwei winzige Vorblätter vorhanden. Bei den männlichen Blüten ist ein kleiner, becherförmiger und leicht 4–5lappiger, fein behaarter Kelch („Calyculus“ oder Blütenbecher, Torus) und 4–5 außen drüsige und feinhaarige, eiförmige, bis 3 Millimeter lange Petalen (oder Tepalen) sowie 4–5 kurze Staubblätter und ein kleiner, konischer, kahler Pistillode sowie ein Diskus mit schuppenförmigen, aufrechten Lappen vorhanden. Die weiblichen Blüten besitzen sehr früh abfallende, sehr kleine, feinhaarige Kronblätter (oder Tepalen) und es ist ein kleiner, becherförmiger, leicht 4–5lappiger, feinhaariger Kelch („Calyculus“ oder Blütenbecher, Torus) und ein oberständiger, einkammeriger, kahler Fruchtknoten mit sitzender und scheibenförmiger, leicht gelappter, fleischiger Narbe sowie ein niedriger becherförmiger Diskus vorhanden.
Es werden grüne, rundliche bis eiförmige und glatte, etwa 2,5–3,5 Zentimeter große Steinfrüchte gebildet. Der beige, große Steinkern ist relativ glatt und eiförmig. Das klebrige Fruchtfleisch ist saftig.

## Verwendung
Die Früchte werden meist gekocht verwendet. Aus den Samen kann ein halb-trocknendes Öl gewonnen werden. Aus den Wurzeln lässt sich ein schäumendes, bierähnliches Getränk herstellen.
Die Blätter, Wurzeln und die Rinde werden medizinisch genutzt.
Die Rinde liefert einen Kork. Der Rindenextrakt ist molluskizid.
Das mäßig beständige, helle, satinholzähnliche Holz wird für einige Anwendungen genutzt.